# Accident d'hélicoptère de Vladikavkaz
En 2006, un hélicoptère Mi-8 de l'armée de terre russe s'écrase près de Vladikavkaz. L'accident coûte la vie à 12 militaires russes, pour la plupart des officiers de haut rang, dont le lieutenant-général Pavel Yaroslavtsev, chef adjoint de la logistique de l'armée, le lieutenant-général Viktor Guliaev, chef adjoint des unités sanitaires de l'armée, et le major-général Vladimir Sorokine. 
Le groupe rebelle d'Ossétie Kataib al-Khoul a revendiqué la responsabilité de l'attaque de l'hélicoptère.